# Teresa Amatller i Cros
Teresa Amatller i Cros   (Barcelona, 1 de març de 1873 - Barcelona, 26 de març de 1960) fou una empresària i mecenes catalana, coneguda principalment per liderar entre 1910 i 1960 l'empresa Xocolates Amatller i per la creació de l'Institut Amatller d'Art Hispànic (1943).

## Biografia
Era filla d'Antoni Amatller i Costa i de Càndida Cros i Circuns. Quan tenia 4 anys, els seus pares es van separar i ella es va quedar amb el seu pare. Antoni Amatller no es va tornar a casar i Càndida Cros va marxar a viure a Itàlia, si bé ella no va perdre mai el contacte amb la seva mare.
Antoni Amatller era un gran aficionat de la fotografia i l'art, i va compartir amb la seva filla nombrosos viatges a països exòtics i la passió pel col·leccionisme. Quan el seu pare va morir l'any 1910, Teresa Amatller, amb 37 anys, el va succeir al capdavant de l'empresa familiar. L'any 1936, a l'inici de la Guerra Civil, es va exiliar a Gènova amb la seva mare, i l'octubre d'aquest any es va comprometre a fer una donació de 500.000 pessetes al bàndol franquista.
El 1943 Teresa Amatller va crear l'Institut Amatller d'Art Hispànic amb dos objectius principals: la conservació de la Casa Amatller i les seves col·leccions i la propulsió de la recerca en història de l'art. L'any 1944 va ser condecorada amb la encomienda de Alfonso X el Sabio per part del ministre d'Educación Nacional, José Ibáñez Martín, reconeixent la seva labor en la preservació i difusió de la cultura espanyola.
Va morir a finals de març del 1960, fet que va suposar la fi del règim familiar de l'empresa, ja que no tenia descendència. D'acord amb els desitjos del seu pare, Teresa Amatller va fer donació de la Casa Amatller i de les seves col·leccions a l'Ajuntament de Barcelona.
A l'Institut Amatller d'Art Hispànic es conserva una obra seva.